# Девлетиагач
Девлетиагач или Девлеагач (на турски: Devletliağaç) е село в околия Ковчас, вилает Лозенград, Турция.

## География
Селото се намира в близост до българо-турската граница, 44 км северно от Лозенград.

## История
В XIX век Девлетиагач е българско село в Одринската кааза на Одринския вилает на Османската империя. Според „Етнография на вилаетите Адрианопол, Монастир и Салоника“, издадена в Константинопол в 1878 година и отразяваща статистиката на населението от 1873 година, Девлети-Агач (Devletli-Agatch) има 96 домакинства и 394 българи.
Според статистиката на професор Любомир Милетич в 1912 година в селото живеят 56 български екзархийски семейства или 240 души.
В периода на Руско-турската война (1828-1829) г. част от населението се преселва в Бесарабия където основава село Девлетагач
Българското население на Девлетиагач се изселва след Междусъюзническата война в 1913 година.